# Саламандра лікійська
Саламандра лікійська (Lyciasalamandra billae) — вид земноводних родини саламандрових (Salamandridae). Один із 7 видів роду. Поширений у Туреччині. Раритетний вид, занесений до Червоного списку МСОП. Отруйна амфібія.

## Опис
Загальна довжина досягає 12—13,9 см. Спостерігається статевий диморфізм: самиці більші за самців. Голова сплощена та витягнута. На горлі присутні шкіряна складка. На задній частині голови помітні паратоіди (залози). Тулуб стрункий та кремезний з 11—13 слабко помітними реберними борознами. Хвіст дорівнює або менший за тіло. У самця зверху хвоста є колосоподібний виступ та шлюбні мозолі на передніх кінцівках.
Забарвлення спини й черева коливається від сіруватого до чорного з низкою білих смаг, що можуть створювати смуги. Білі плями тягнуться від очей до черева. Паратоїди чорного кольору.

## Поширення
Вид поширений на південному заході провінції Анталья, уздовж Лікійського півострова (Туреччина).

## Особливості біології
Населяє ліси помірного пояса. Зустрічається на висоті до 200–400 м над рівнем моря. Активна вночі. Найбільшу активність проявляє в більш прохолодні та вологі зимові місяці, на які припадає і сезон розмноження.
Статева зрілість настає у віці близько 3 років. Парування відбувається амплексусом. Розмноження ніяк не пов'язане з водою. Яйця розвиваються усередині матки. Цим тваринам властива «оофагія», коли сильні личинки поїдають незапліднені яйця або більш слабких личинок. Через 5-8 місяців з'являються повністю розвинені дитинчати.

## Охорона
Раритетний вид земноводних, занесений до Червоного списку МСОП (охоронна категорія: вид перебуває в критичному стані).